# ユリウス・リヒャルト・ペトリ

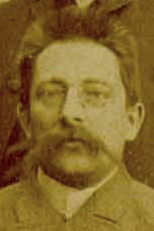
ユリウス・リヒャルト・ペトリ

ユリウス・リヒャルト・ペトリ（Julius Richard Petri、1852年5月31日 – 1921年12月20日）は、ドイツの細菌学者。シャーレ（ペトリ皿）の発明で知られる。

## 生涯
ペトリは1852年にドイツのバーメンで生まれた。1871年から1875年までカイザー・ヴィルヘルム大学(de)で軍医となるための教育を受け、1876年に博士号を取得した。
1877年から1879年までロベルト・コッホの助手として研究した。ここで彼は細菌を培養するために培地を寒天で固めて固形培地とした寒天培地を、容器として浅いガラス皿を用いることを考案した。このガラス皿、シャーレの別名であるペトリ皿に彼の名が残されている。
ペトリは1921年にツァイツで死去した。